# باسيليانو
باسيليانو هي كومونا نقع في منطقة فريولي فينيتسيا جوليا، إيطاليا.